# Eugen Kapretz
Eugen Kapretz (* 23. Februar 1870 in Laibach; † 29. Juni 1926 auf Schloss Hirschenau bei Griffen) war ein österreichischer General der Artillerie.

## Leben
Als Sohn eines Landgerichtspräsidenten geboren, studierte Kapretz nach dem Besuch des Gymnasiums in Laibach Rechtswissenschaften in Graz. Während seines Studiums wurde er 1890 Mitglied der Burschenschaft Carniola Graz. Während seiner Zeit als Einjährig-Freiwilliger entschied er sich für eine militärische Laufbahn und wurde 1891 Leutnant beim Korps-Artillerieregiment Nr. 11. Nach seinem Besuch der Kriegsschule von 1895 bis 1897 wurde er Generalstabsoffizier der 12. Infanteriebrigade in Klagenfurt. 1899 wurde er als Hauptmann beim Divisions-Artillerieregiment Nr. 39 nach Warasdin versetzt. 1901 kam er zum Generalstab mit Zuteilung zur 35. Infanteriedivision in Klausenberg. Ab 1902 war er als Lehrer der Taktik an der Artillerie-Kadettenschule in Wien tätig. 1906 wurde er zum 13. Korpskommando nach Agram versetzt, wo er 1908 als Stabschef der 36. Infanterietruppendivision wirkte. 1909 wurde er Major. Von 1909 bis 1912 war er als Lehrer an der Kriegsschule tätig. 1912 wurde er zum Oberstleutnant befördert und 1914 als Oberst zur Operationsabteilung des Kommandos der Zweiten Armee versetzt. 1915 übernahm er das Kommando des Feldkanonenregiments Nr. 14, 1917 wurde er Kommandant der 15. Feldartilleriebrigade und 1918 Artilleriegeneral beim 11. Armeekommando. Er übernahm das Kommando über die gesamten Formationen der Isonzo-Armee.
Nach dem Ersten Weltkrieg wurde er Gutsverwalter der Güter Silberegg und der Güter der Helldorffschen Familie. Er wurde Mitglied des Heimatschutzverbandes, war Leiter des Kreises St. Veit und ab 1923 als Landesleiter für Kärnten tätig.

## Ehrungen (Auswahl)
- Signum laudis
- Eiserner Kronenorden, 2. Klasse
- Leopoldorden, Ritterkreuz
- Kärntner Kreuz, 1. Klasse